# Caesar Rodney
Caesar Rodney (ur. 7 października 1728 w  Dover, Delaware, zm. 26 czerwca 1784 tamże) – amerykański polityk i prawnik, delegat Kongresu Kontynentalnego ze stanu Delaware, sygnatariusz Deklaracji niepodległości Stanów Zjednoczonych. 

## Życiorys
Caesar Rodney amerykański prawnik i polityk; urodził się  w Dover, w stanie Delaware; ukończył studia przygotowawcze; wysoki szeryf w Hrabstwie Kent w latach 1755-1758; sędzia pokoju, sędzia wszystkich sądów niższych instancji; kapitan milicji Hrabstwa Kent w 1756 r.; członek Kongresu Kontynentalnego w latach 1774/76; służył w armii podczas wojny o niepodległość Stanów Zjednoczonych jako generał brygady; wybrany prezydentem Delaware w latach 1778/82; wybrany do Kongresu Kontynentalnego w latach 1782-1783, ale nie brał udziału; zmarł w Dover, w stanie Delaware.